# Loretta Sanchez
Loretta Sanchez (Lynwood, 7 gennaio 1960) è una politica statunitense di origini messicane, rappresentante dello stato della California alla Camera dei Rappresentanti dal 1997 al 2017.

## Biografia
Loretta e sua sorella Linda vantano il primato di essere state le prime sorelle ad essere elette al Congresso degli Stati Uniti d'America. Ma, mentre Linda è da sempre una democratica, Loretta intraprese la propria carriera politica come repubblicana moderata. Nel 1996 decise di aderire al Partito Democratico, ma comunque la sua ideologia si orientò sempre verso il centrismo. La Sanchez infatti faceva parte della Blue Dog Coalition e della New Democrat Coalition, al contrario di sua sorella che è membro del Congressional Progressive Caucus.
È a favore dell'aborto e delle unioni gay; ha votato contro l'invasione dell'Iraq e nel 2007 ha guidato una delegazione di donne del Congresso durante una visita alle truppe in Iraq.
Nel 2016 la Sanchez si candidò al Senato per il seggio di Barbara Boxer, che aveva annunciato il proprio ritiro al termine di quel mandato. Tra i vari avversari la Sanchez affrontò la compagna di partito Kamala Harris, che durante tutta la campagna elettorale fu considerata la favorita per la vittoria: dopo il primo turno, sia la Harris che la Sanchez avanzarono al ballottaggio ma alla fine la Harris prevalse e la Sanchez dovette abbandonare il Congresso dopo vent'anni di permanenza.